# Schoennijverheid in Izegem

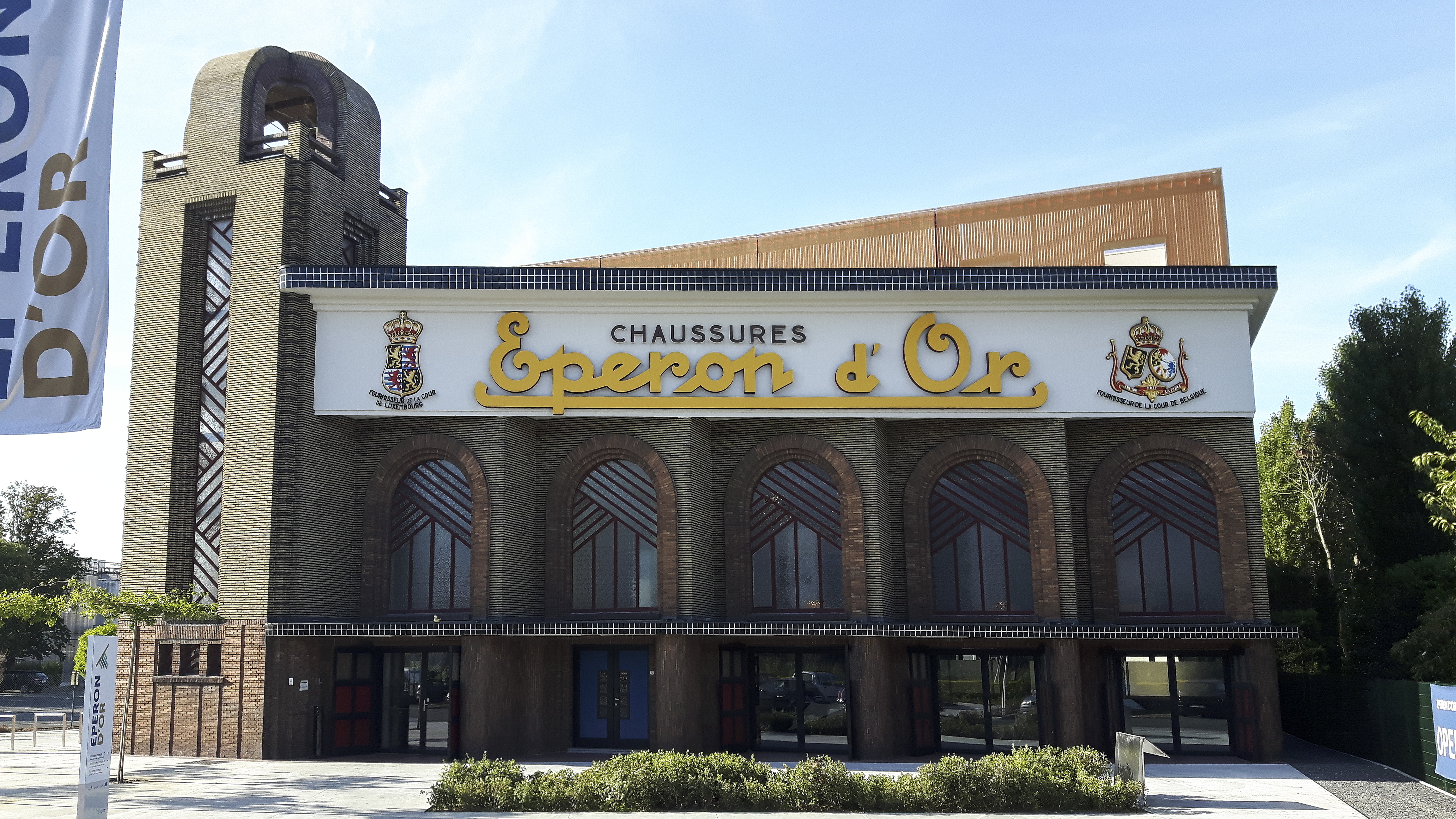
Eperon d'Or

## Geschiedenis

### Periode tot 1840
Er wordt vaak naar Izegem verwezen als de Belgische schoenenstad bij uitstek. De basis hiervan wordt gelegd in de 17e eeuw. Hiervan zijn geen bronnen, enkel de woorden van Emiel Dierick (zoon van Eduard Dierick), samen met zijn vader, een grondleggers van de Izegemse schoennijverheid. Hij schreef in 1927 dat er 2 redenen zijn die als bewijs kunnen dienen.
De eerste is het feit dat er een aantal gebruiken (in deze context wordt een gebruik gezien als zowel een gilde als gebruiken binnen deze gildes) bestonden die ontstaan zijn in de middeleeuwen. Zo mochten enkel de zonen van schoenmakers de ambacht aanleren. Iemand die niet van schoenmakersafkomst was, kon enkel als leergast aanvaard worden als er een gebrek aan leergasten was en als het bestuur van de gilde zijn toestemming gaf. Een ander gebruik was dat de eerste schoen die gemaakt werd door een leergast, over hun huis geworpen moest worden. Kwam deze schoen op de zool terecht, dan werd de leerling schoenmaker. Viel het omgekeerd, dan kon men geen schoenmaker worden.
Een tweede reden is dat er talrijke schoenmakerfamilies waren die al vele generaties lang schoenen maakten. Voorbeelden zijn de families Dierick, Clement, Cottenie, enz. Deze families maakten toen al generaties lang schoenen.

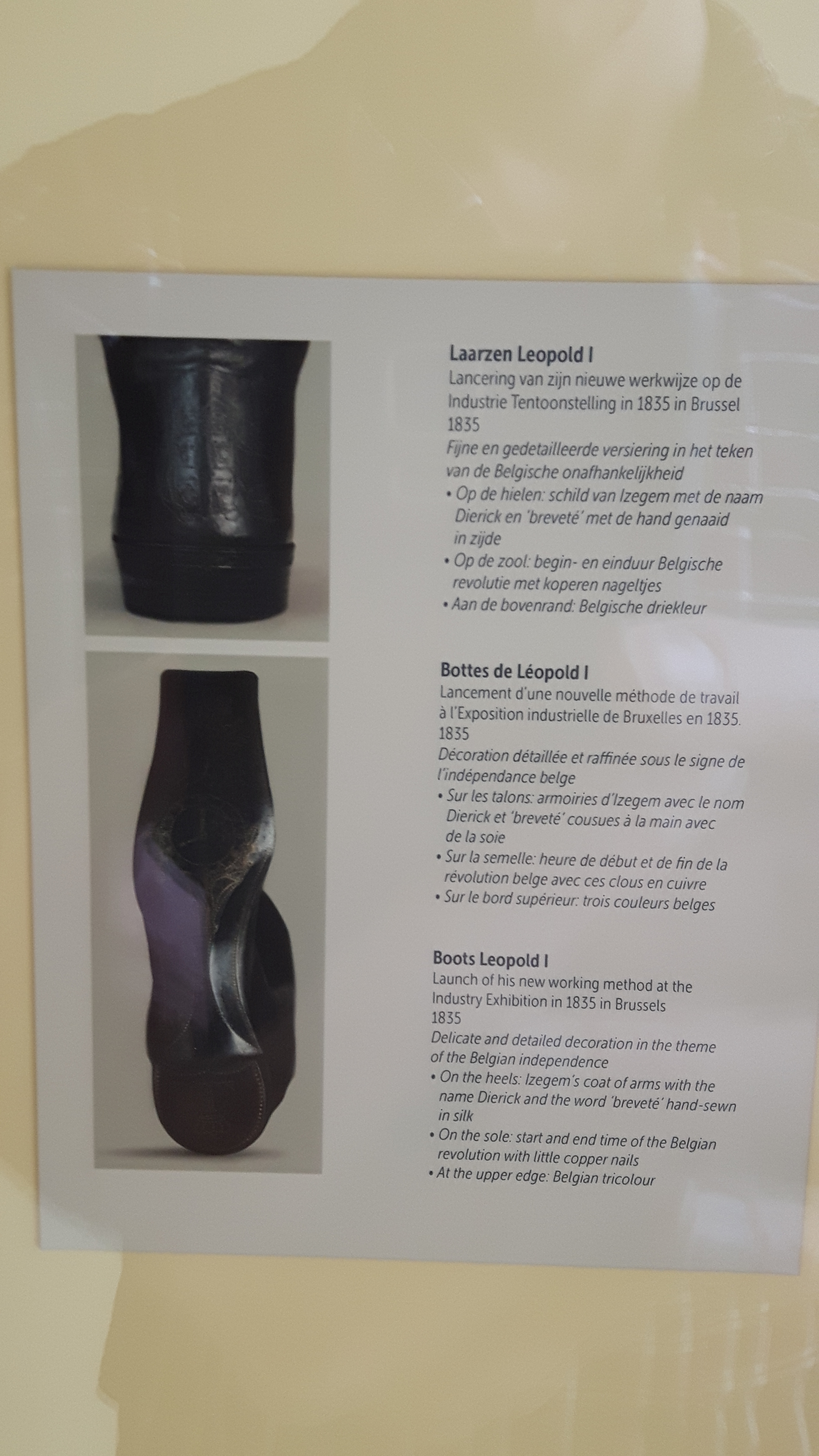
Laarzen Leopold I

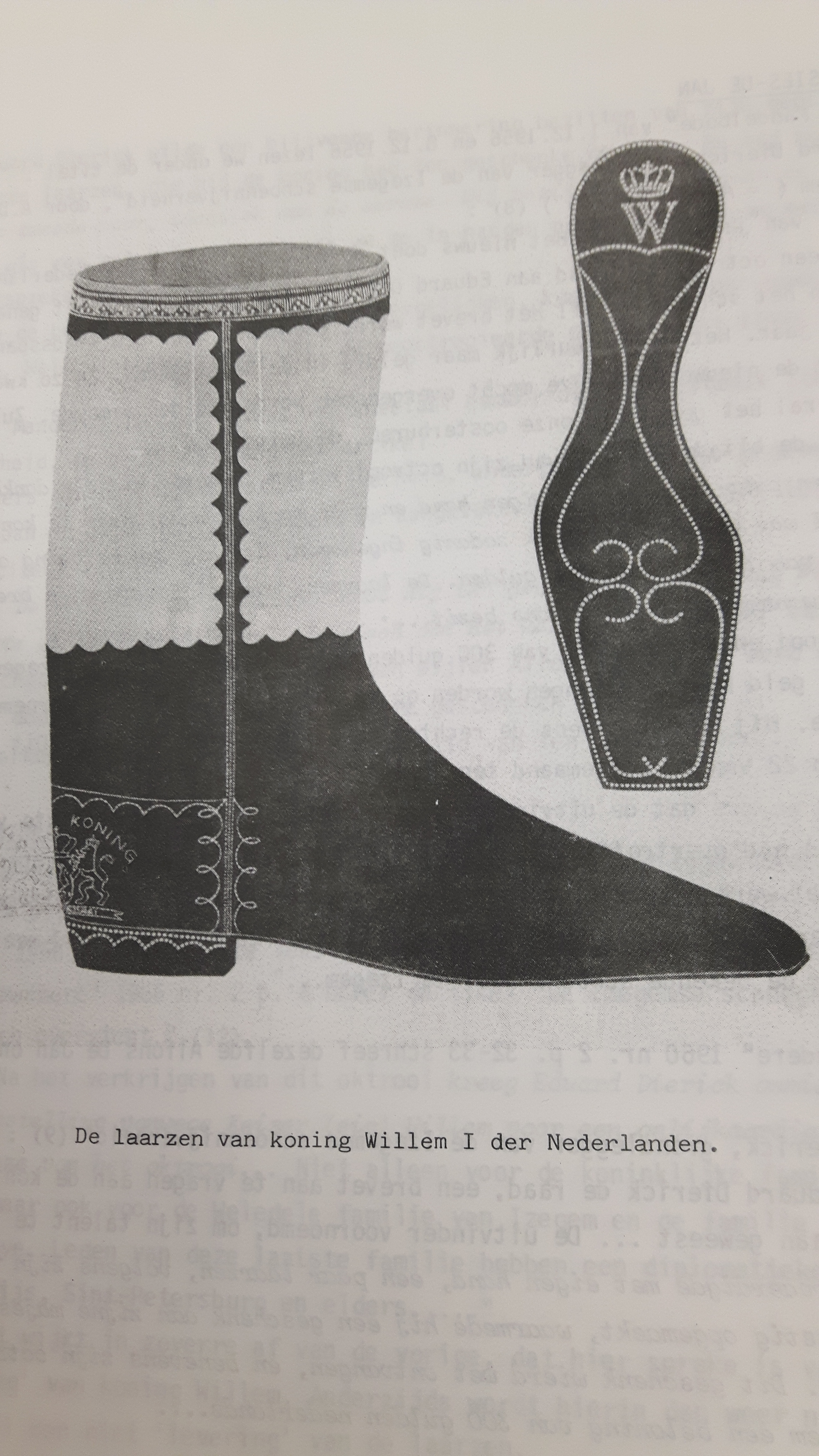
Laarzen Willem I

In deze periode werden vooral schoenen gemaakt voor dagelijks gebruik, nl. “slissen” (= eenvoudige platte schoenen), “kazakkeschoenen” (= primitieve zware schoenen), bottines en laarzen. Ze werden enkel op de markten in en rond Izegem verkocht. Omdat er in deze tijd weinig tot geen verkeersmiddelen beschikbaar waren, werd de schoennijverheid niet verder verspreid. De schoenmaker trok naar de markten met zijn koopwaren gewikkeld in een zwart kleed (“bazatse”) en droeg dit op de rug. Indien de schoenmaker een kruiwagen had, gebruikte hij deze. Sommigen hadden het financieel iets breder en beschikten over een hondenkar om de schoenen naar de markt te brengen.
Tijdens de Franse tijd (1794-1815) was Izegem al een gekend centrum voor schoennijverheid, maar krijgt het pas echt belang nadat de Izegemse schoenmakers de opdracht krijgen om schoenen te maken voor de slecht geschoeide Franse bezetters. West-Vlaanderen krijgt de opdracht om 21.200 paar schoenen te fabriceren en te leveren aan de Fransen. Izegem dient zijn steentje bij te dragen en helpt mee met het maken van deze schoenen.
Zeker te vermelden in deze periode is Eduard Dierick, de grondlegger van de Izegemse luxeschoennijverheid. Hij is een telg van een echte schoenmakersfamilie, die al vele generaties lang schoenen maakt. In 1818 neemt hij het atelier van zijn overleden vader over. Op dat moment had hij slechts enkele malen zijn vader geholpen, veelal was het dan slechts het naaien van de zolen of het poetsen van de afgewerkte schoenen. Echter, onder leiding van een van zijn vaders schoenmakersknechten, François Malfait, leert hij zeer snel de kneepjes van het vak.
In 1830 bedenkt hij een nieuwe manier om schoenen te assembleren. Tot 1830 werden loopzolen veelal vastgenaaid bij assemblage of werd er gebruik gemaakt van houten tapjes of pinnen om de onderzool vast te maken aan het bovenleer en binnenzool. Eduard Dierick begon daarentegen zelfgemaakte koperen nageltjes te gebruiken in plaats van de houten variant. Dit was zo succesvol dat hij hiervoor een octrooi aanvroeg bij Koning Willem I waardoor hij de enige in de Nederlanden was die dit systeem mocht gebruiken. Omdat het octrooi enkel in de Nederlanden gold, begonnen Duitse schoenmakers dit systeem echter zeer snel te kopiëren.
Door zijn succes als luxe-schoenmaker, maakt Eduard niet enkel schoenen voor de naburige markt, maar behoren de adellijke families uit Izegem en zelfs de familie De Jonghe d'Ardoye tot zijn klandizie. Door laatstgenoemde familie, die diplomatieke betrekkingen had in Parijs, Sint-Petersburg en tal van andere Europese hoofdsteden, stijgt de vraag naar zijn luxeschoenen. Ook notabelen uit de Vlaamse hoofdsteden van die tijd (Brugge, Gent, Oostende, Antwerpen, enz.) kwamen naar het atelier van Eduard Dierick afgezakt voor hun schoenen.
Naast het feit dat hij een begaafd schoenmaker was, is het gegeven dat hij een uitstekend leermeester was ook zeer belangrijk voor het succes van Eduard Dierick. In tegenstelling tot de andere schoenmakersbazen, laat Eduard zijn personeel bij hem werken. Hierdoor krijgen ze een zeer bijzondere opleiding van de leermeester zelf. Hierdoor werden ze zeer gedreven schoenmakersknechten. Sommige van hen begonnen later zelfstandig te werken en groeien uit tot de beste schoenmakersbazen van Izegem. Op deze manier wordt de kennis die ze hebben opgedaan bij Eduard Dierick, verder verspreid.

### 1840-1875

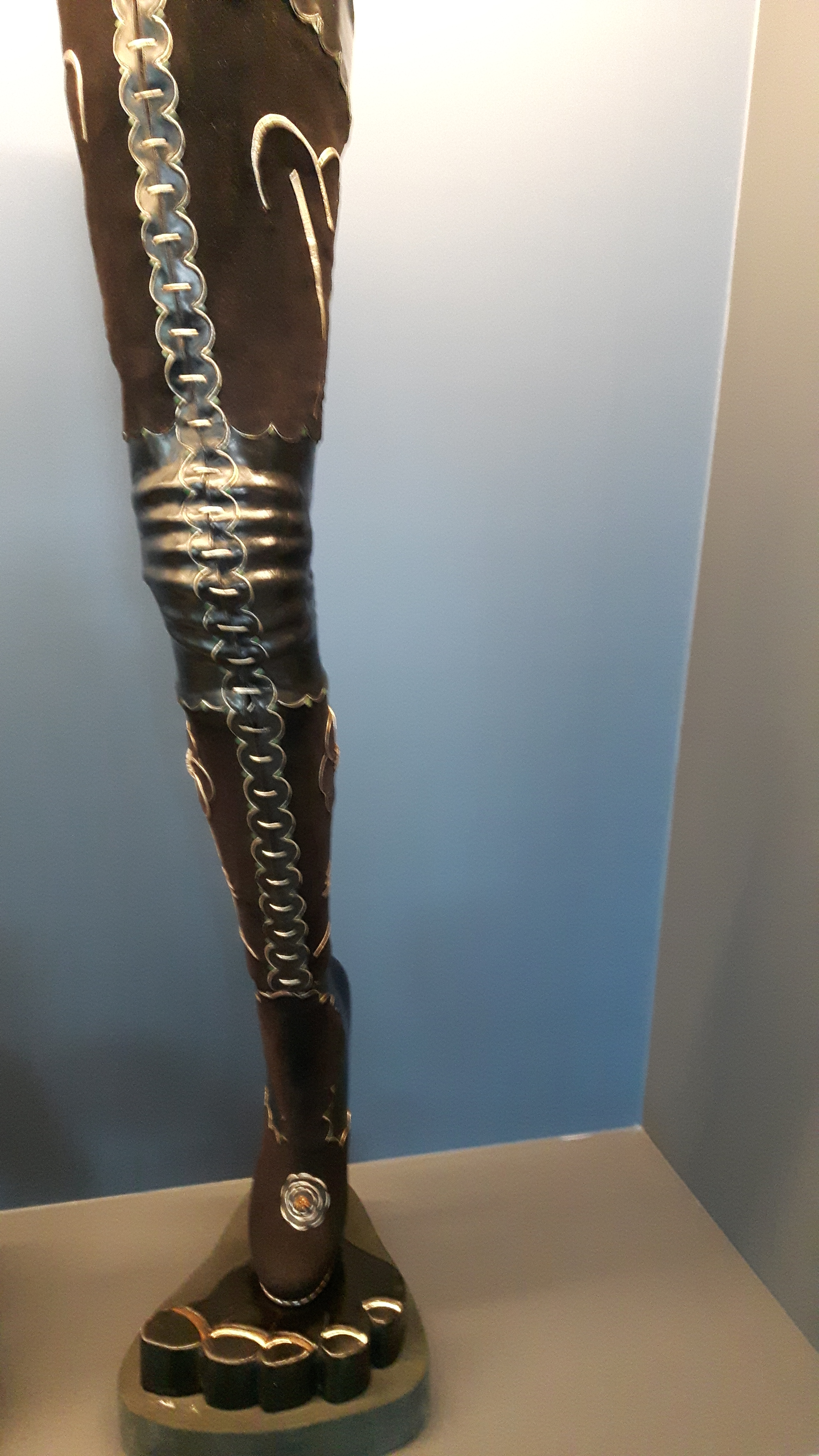
Dameslaars

In deze periode kent de Izegemse schoennijverheid een sterke groei. Naast het succes van Eduard Dierick, zijn er nog een aantal andere factoren die de schoennijverheid van Izegem bevorderd hebben.
De eerste hiervan is het wegvallen van de linnennijverheid. Het grootse deel van de bevolking hield zich er op een of andere manier mee bezig. In eerste instantie diende deze industrie als een extra inkomen om voedsel en grondstoffen te kunnen aankopen, maar nadien werd dit geleidelijk aan de hoofdbezigheid van gezinnen. Wanneer deze markt dan instortte, kwamen veel mensen in de armoede terecht. Hierdoor ontstaat er een groot aanbod aan goedkope werkkrachten. Vele van hen beginnen daardoor in de schoennijverheid te werken.  Aangezien de linnennijverheid voornamelijk een huisnijverheid is, zochten de mensen een alternatief daarvoor. Het zorgt voor een zeer sterk gevoel van vrijheid bij de mensen die thuis werken. Voor de schoenmakerspatroons is de huisnijverheid een positief gegeven, het is namelijk een flexibel en goedkope manier van werken. Bijgevolg werkten schoenmakersknechten veelal thuis.
Een andere reden voor de groei van de schoennijverheid is het wegvallen van de gilden. In 1791 werd er een wet ingesteld die de ambachten en gilden afschaft. Ondanks deze wet, bleven er vele gilden bestaan die strikte regels en gebruiken oplegden. Het is pas sinds 1860 dat de gilden in onbruik raakten. De gebroeders Verhoeven uit Moeskroen vestigden zich in 1860 in Izegem als schoenfabrikant. Ze trokken zich niets aan van de gebruiken en regels van de (eerder afgeschafte) gilden waardoor geleidelijk aan andere fabrikanten deze ook links lieten liggen.
Een laatste, logische oorzaak is de groei van het bevolkingsaantal van Izegem. Meer mensen betekent meer schoenen die nodig zijn, dit op zijn beurt verlangt een grotere productie van de schoenmakers en om mee te kunnen met de vraag worden er meer schoenmakersknechten aangeworven en beginnen er meer schoenmakers als zelfstandige.
Het wegvallen van de gilden heeft nog andere, belangrijke gevolgen voor de schoennijverheid. Iedereen mocht zich als schoenmakersbaas vestigen en mocht het schoenmakersambacht vrijelijk aangeleerd worden, de regels van de gilde moeten niet meer gevolgd worden.
Hierdoor komen niet-Izegemse (veelal Franse) schoenmakers zich in Izegem vestigen. Ook wordt de concurrentie sterker, de schoenmakers dienen zich te specialiseren om een voorsprong op de ander te krijgen. dit heeft op zijn beurt tot gevolg dat de kwaliteit van de schoenen alsmaar beter wordt. Het gebruik van de stikmachine speelt hier een belangrijke rol in.
Door de steeds beter wordende kwaliteit van de Izegemse schoenen, openen er zich nieuwe afzetmarkten. In eerste instantie zijn dit gemeenten aan de Franse grens (Rijsel, Tourcoing, Roubaix) met daarna Frankrijk zelf. Daarna volgen Doornik en de Borinage als belangrijke afnemers van de Izegemse schoenen.  Ook belangrijke handelszaken in Brussel, Antwerpen, Luik en Gent besteden bestellingen uit aan de Izegemse ateliers. Frankrijk is het belangrijkste afzetgebied voor Izegemse schoenfabrikanten. Het is hier dat de naam "Chaussures d'Iseghem" ontstaat en veel faam verwerft. In dit kader wordt er een handelsverdrag afgesloten in 1861 waardoor het nog makkelijker wordt om schoenen naar Frankrijk uit te voeren. Dit blijft zo tot 1873, wanneer de Franse autoriteiten torenhoge invoerrechten gaan heffen.
Omdat de Izegemse schoenmakers steeds meer voor de export werken, worden de eisen van het cliënteel alsmaar groter. De mode wordt beter opgevolgd en nieuwe technische procedés werden ingevoerd. De kwaliteit van de Izegemse schoen gaat er sterk op vooruit. Zo zijn er bijvoorbeeld 6 Izegemse schoenmakers die hun kunstwerkjes tentoonstellen op de Wereldtentoonstelling van 1867 in Parijs. 4 van hen krijgen een eervolle vermelding. Hierdoor worden de Izegemse schoenen nog meer gegeerd.

### 1875-1900
In het laatste kwart van de 19e eeuw blijft de Izegemse schoennijverheid groeien. Dit heeft onder andere tot gevolg dat het aantal schoenmakers enorm sterk stijgt en dat deze zich vaker bij kapitaalkrachtige patroons laten tewerkstellen. Dit is uiteraard te zien in de bevolkingsstatistieken van deze periode, er komen tal van mensen van omliggende gemeenten in Izegem wonen. De gunstige arbeidsmogelijkheden in Izegem zorgen namelijk voor een grote aantrekkingskracht.
Een van de redenen van het succes van de Izegemse luxeschoenen is dat de schoenmakerspatroons zich richten op weinig standaardiseerbare en sterk conjunctuurgevoelige gebruiksgoederen. Door gebruik te maken van flexibele en goedkope arbeiders (huiswerk) blijven de vaste productiekosten laag en kan er meer winst gegenereerd worden.

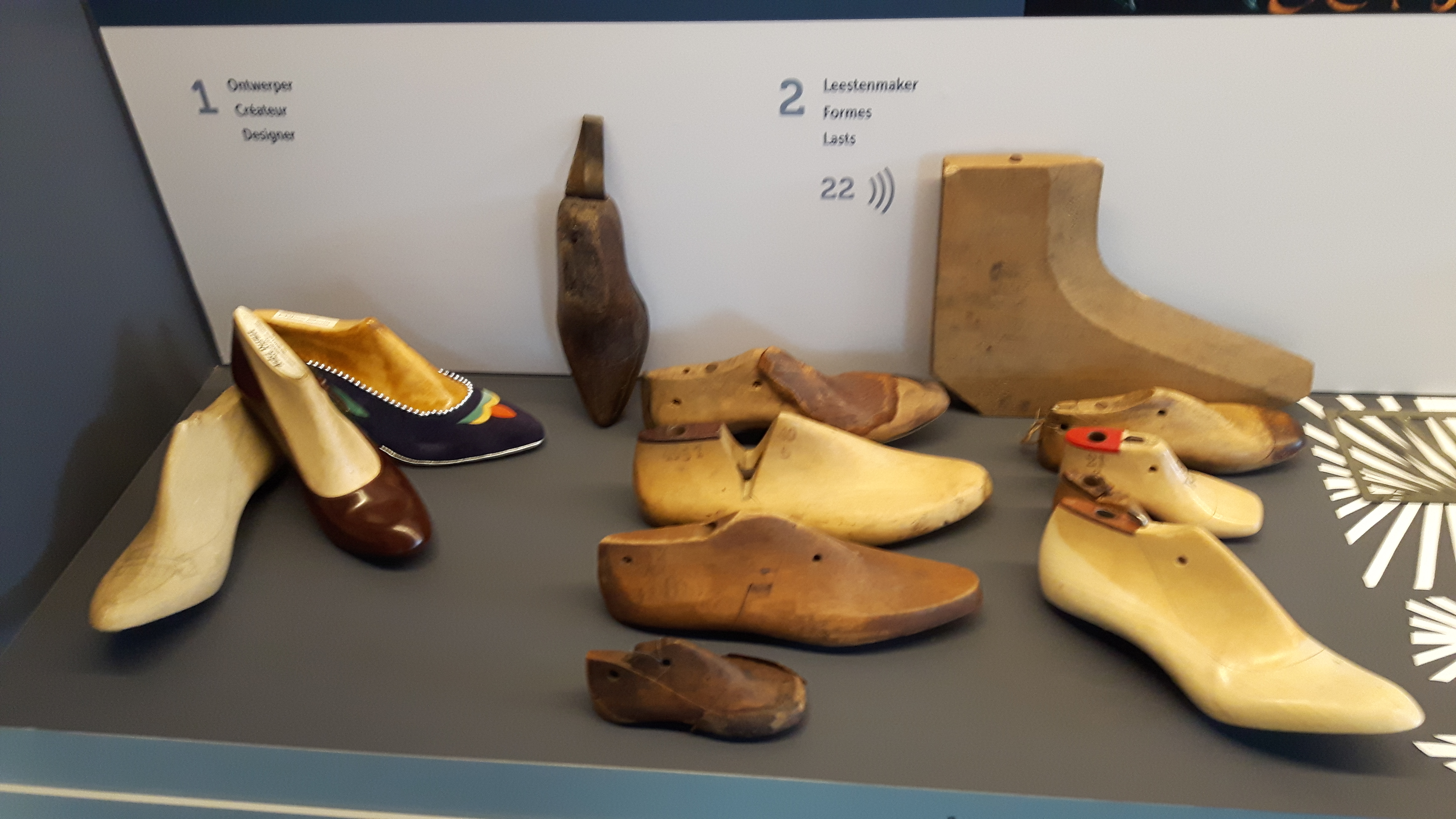
Houten leesten

Ook in deze periode blijft de vraag naar hoogstaande kwalitatieve schoenen groot. De eisen worden almaar strenger en blijven de modeschoenen fel begeerd. Door het succes van de Izegemse schoennijverheid ontstaat er een nevenindustrie, namelijk de leestenfabricatie. Tot nu toe werden deze ingevoerd vanuit Duitsland, Frankrijk en Brussel. In 1860 waren er hier en daar al wat mannen die grove leesten fabriceerden of enkele schoenmakers die hun eigen leesten maakten, maar het is pas in 1900 dat de eerste echte leestenfabriek in Izegem ontstaat. Hierdoor is het veel makkelijker voor de schoenmakers om op de nieuwe trends en modes in te spelen. Ze hoeven niet ver te lopen voor hun speciaal op maat gemaakte leesten.

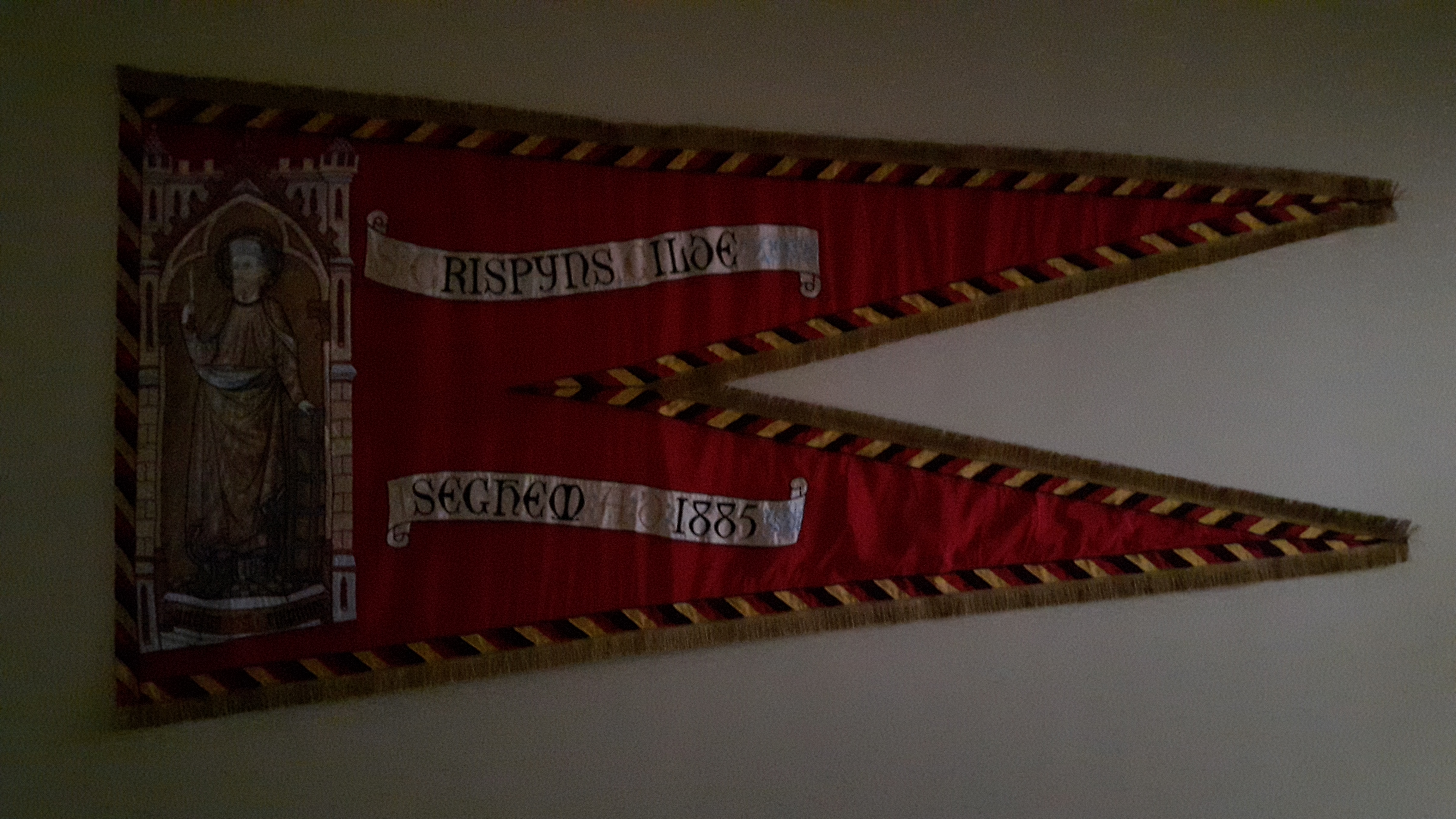
Banier Sint-Crispijnsgilde

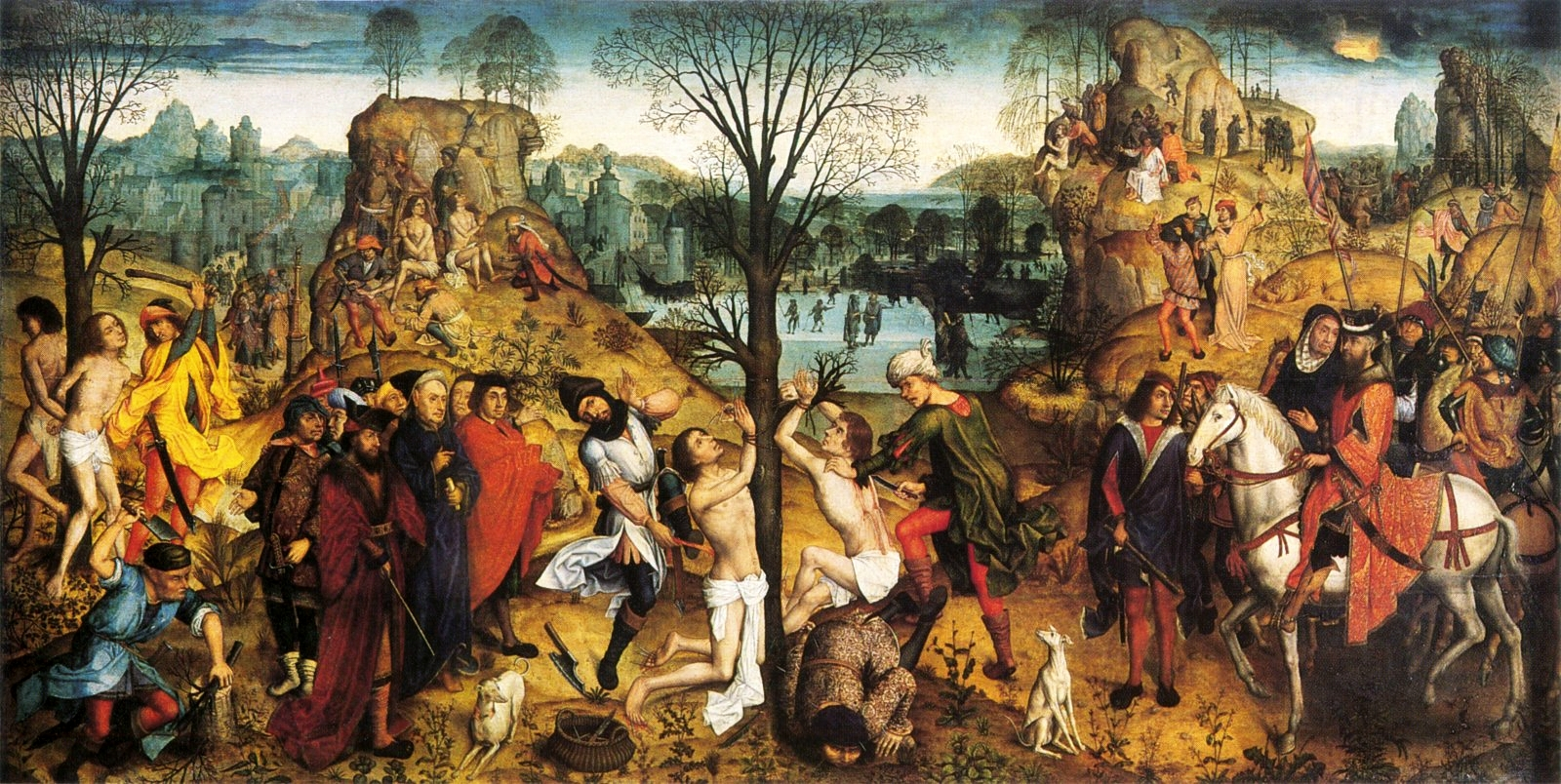
Aert van den Bossche(1494): De martelaarsdood van Crispinus en Crispinianus

Belangrijk te vermelden in deze periode is het ontstaan van de Sint-Crispijnsgilde. Dit enerzijds als tegenkanting van de vele “herberggilden”, waar het voornamelijk draaide rond drinken en feesten en anderzijds omdat er almaar meer schoenmakers zijn en deze zich in een degelijke gilde willen verenigen. Emiel Dierick was hier deken en een onderpastoor was proost. De bedoeling van deze gilde was simpel. Ze willen de verbroedering tussen patroons en arbeiders stimuleren en materiële verbeteringen bereiken door lessen, vergaderingen en voordrachten. Een degelijke vakopleiding kon zeker niet ontbreken. In 1896 werd er een bijstandskas opgericht voor de oude en zieke leden alsook was er het begin van een soort ziekte- en werklozenkas.
De arbeiders zelf gaan zich organiseren en vormen op deze manier de voorloper van de syndicaten. Het duurt niet lang voor de eerste ongenoegen over het loon de kop opsteken. De eerste staking is er een om meer loon te verkrijgen. Zeker belangrijk hierbij te vermelden, is dat wanneer er bij 1 fabriek problemen ontstonden, deze snel gevolgd werden in de andere fabrieken. Deze lagen namelijk meestal op een boogscheut van elkaar dus ging iedereen snel mee staken.
In 1888 is er een eerste poging tot mechanisatie. Pol(ydor) Decoene tracht aan te sluiten bij de wereldwijde trend van het machinaal vervaardigen van schoenen. Dit botst echter op veel tegenstand. Enerzijds van de schoenmaker-arbeiders, die hun job bedreigd zagen, en anderzijds keken ook de schoenmakerspatroons met argusogen naar dit nieuwe proces. Bij opstart van zijn gemechaniseerde fabriek had hij echter bitter weinig arbeiders. Behalve een deel van zijn eigen beste knechten en een aantal anderen, die hij allen een dagloon betaalde, kon hij op niet veel steun rekenen. Het duurde niet lang voor de fabriek stil lag en failliet ging.
In de laatste jaren van de 19e eeuw waren er al de eerste paar (kleine) crisissen. Een deel daarvan werden gecreëerd door toedoen van de schoenmakers zelf. Ze hebben vaak een overproductie waardoor ze te veel schoenen in stock hebben die ze niet kwijtraken, fabrikanten die onderling strijden met elkaar om de beste te zijn en de grootste verkoop te hebben, ... Daarnaast is er de concurrentie van de machinaal ingerichte schoenbedrijven, die hun schoenen veel sneller en goedkoper kunnen produceren. Deze goedkoper geproduceerde schoenen komen vooral van het buitenland, met name uit Frankrijk, Groot-Brittannië en de Verenigde Staten. Een andere oorzaak zijn grote prijsstijgingen van leder waardoor vooral de vele kleine fabrikanten in de moeilijkheden komen.

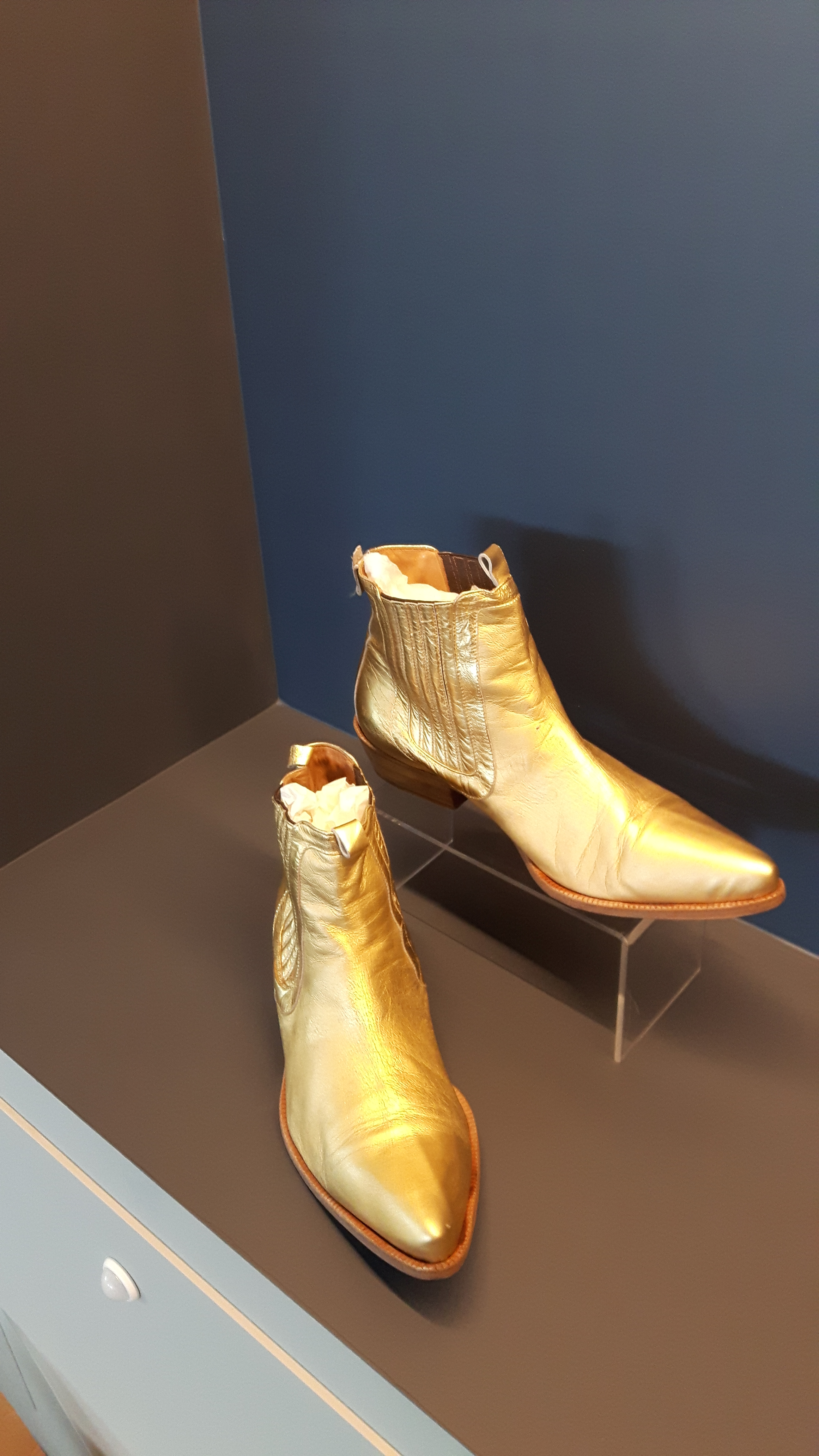
Luxeschoenen Izegem
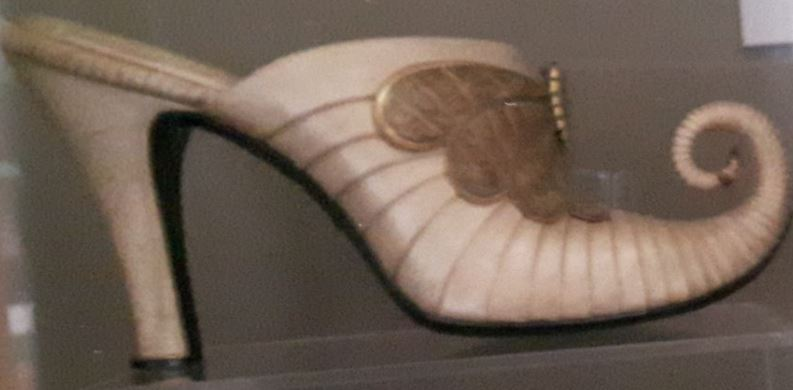
Luxeschoen Vandommele
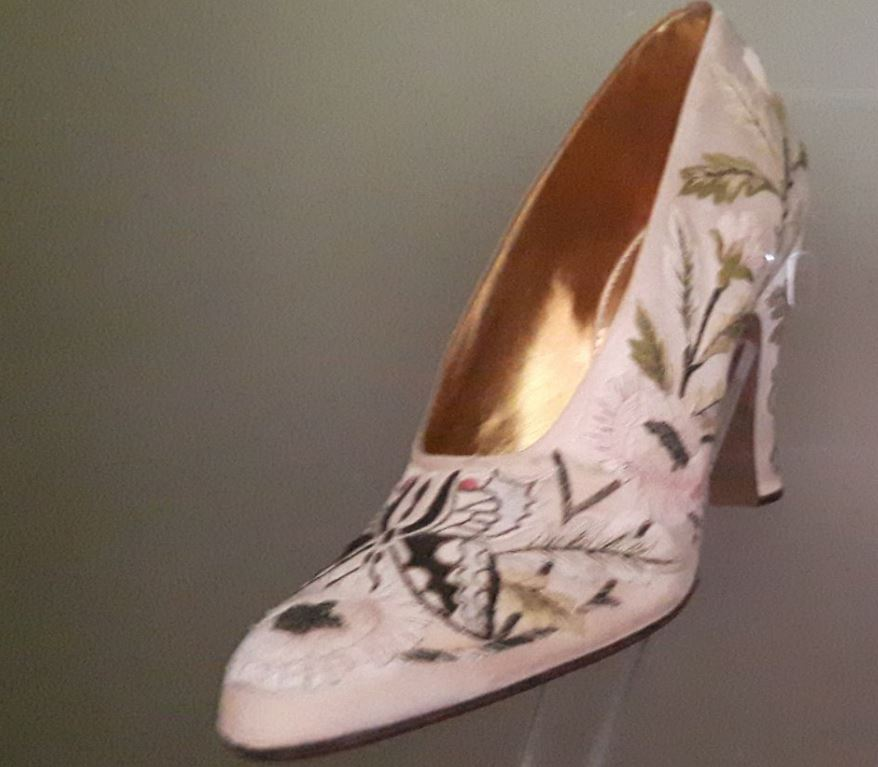
Luxeschoen Vandommele

### 1900-1914
Deze periode kenmerkt zich voornamelijk door drie belangrijke voorvallen: de stijgende concurrentie met machinaal vervaardigd schoeisel tegenover de handgemaakte schoen, het eerste syndicaat voor schoenmakers en de oprichting van de vakschool voor schoenmakers.
Door de terughoudendheid van de Belgische (en zeker ook de Izegemse) schoenmakers, blijven ze lange tijd achter op het buitenland wat betreft het machinaal fabriceren van schoenen. Dit heeft tot gevolg dat de binnenlandse markt overspoeld wordt door goedkope buitenlandse schoenen. Het succes wordt alleen maar nog groter wanneer deze schoenen kwalitatiever en esthetischer worden. Het is dus zeer lastig voor de Izegemse schoenmaker om zijn producten aan de man te brengen in het binnenland. De export blijft het gelukkig wel redelijk goed doen. Desondanks begint de markt van handgemaakte schoenen te lijden onder de druk van machinaal gemaakt schoeisel. De kwaliteit van deze schoenen wordt alsmaar beter terwijl ze er steeds mooier afgewerkt beginnen uit te zien. Dit heeft als gevolg dat het aantal werklozen sterk stijgt naar het eind van deze periode toe.
Crisissen wisselen elkaar ook af in de eerste periode van de 20e eeuw. De meest voorkomende oorzaken zijn veelal: lederprijzen die enorm sterk stijgen, almaar meer invoer van goedkope buitenlandse schoenen en zware douanetarieven die de uitvoer van Belgische schoenen enorm duur maken. Het feit dat de Belgische regering zelf zeer lage invoerrechten heft, zal de crisis in de hand werken. Door deze lage tolheffingen storten de buitenlandse schoenmakers zich op onze markt en overstelpen ons met hun goedkopere schoenen.
Desondanks blijven de Izegemse schoenfabrikanten het uitstekend doen op wereldtentoonstellingen, ze rijgen de ene onderscheiding na de andere aan elkaar. Nogmaals een bewijs dat de kwaliteit van de Izegemse schoen uitmuntend is.
In 1906 wordt de eerste christelijke vakbond voor schoenmakers opgericht onder de naam “Recht en Plicht” alsook de eerste socialistische vakbond, maar deze telt veel minder leden dan de concurrent. De christelijke vakbond wordt een aantal keren opgesplitst wegens het grote aantal leden. Eerst voor de thuiswerkers en de fabriekswerkers, nadien voor de vrouwen die een eigen afdeling kregen, namelijk een voor de stiksters en een voor de borstelmaaksters. Deze vakbonden zorgden ervoor dat de arbeiders zich konden verenigen tegen de soms zeer mensonwaardige arbeidsomstandigheden. Het is bijgevolg logisch dat er over een tijdspanne van 2 jaar (1912-1914) 5 grote stakingen in Izegem geweest zijn.
Een ander zeer belangrijk feit in deze korte periode is dat de schoenmakers het steeds belangrijker vinden om hun vakkennis door te geven. In 1912 wordt een volledige dagschool voor schoenmakers geopend die erop gericht is zowel technische kennis voor schoenmakersarbeiders als bedrijfstechnische kennis voor schoenmakerspatroons aan te leren. De basis van deze vakschool wordt gelegd wanneer in 1900 Emiel Dierick een lessenpakket opstelt om schoenmakers de vakkennis aan te leren. Dit wordt jaarlijks herhaald en groeit zo uit tot zeer uitgebreide opleiding gespreid over 3 jaar, waarbij zowel theorie als praktijk aan bod komen.
| 1799 | 67      |
| 1827 | 171     |
| 1850 | 192-380 |
| 1860 | 360     |
| 1867 | 375-600 |
| 1870 | 760     |
| 1881 | 812     |
| 1896 | 1424    |
| 1910 | 1531    |
| 1930 | 2437    |
|      |         |
| 1945 | 4500    |
| 1950 | 5100    |
| 1960 | 4800    |
| 1966 | 4050    |
| 1970 | 2500    |
| 1975 | 1250    |
| 1980 | 800     |
| 1985 | 700     |
| 1990 | 300     |
| 2000 | 50      |
|      |         |
| 2008 | 35      |
| 2016 | 20      |

### 1918-1940
Na de oorlogsjaren, waarin veel schoenfabrikanten hun inrichting vernietigd zien of hun deuren hebben moeten sluiten, wordt er veel werk gemaakt van de heropstart van de schoennijverheid in Izegem. Er zijn echter velen die uit Izegem weggetrokken zijn en veiliger oorden opgezocht hebben.
Het duurt niet lang vooraleer de eerste moeilijkheden zich laten zien. Er is namelijk veel discussie over wat er voor schoenen betaald moet worden. Vooral de prijs voor genaaide schoenen zorgt voor problemen. Bijgevolg is het de christelijke vakbond “Recht en Plicht” die een protestactie organiseert om een betere prijs te bekomen. Er wordt een overleg met de schoenmakerspatroons aangevraagd, maar dat laat vrij lang op zich wachten. Als gevolg hiervan trekken veel goede schoenmakers weg om elders een goed loon te verdienen met het maken van schoenen. Veelal is dit naar Brussel, Leuven, Antwerpen of Gent. In deze steden betalen ze meer dan hetgeen er in Izegem in die tijd betaald werd. Er zijn uiteraard pogingen van Izegemse schoenfabrieken die alsnog een veel hoger loon willen uitbetalen om toch maar de uitstroom tegen te houden.
Een ander feit dat de crisis in de hand werkt, is dat de Belgische schoennijverheid vooral op export gericht is. Zo kort na de oorlog is dit nog steeds niet op peil en wordt het hen ook moeilijk gemaakt door landen die hun invoerrechten sterk doen stijgen. Voornamelijk Engeland en Frankrijk, beide grote afzetmarkten voor de Belgische schoennijverheid, hebben hun tol fel omhooggetrokken om hun eigen markten te beschermen. Het was zelfs zo erg dat verscheidene nijverheden samen naar de toenmalige Minister van Economische Zaken getrokken zijn om hun zaak er te bepleiten en om maatregelen te vragen.
In deze tijden van crisis is het niet moeilijk te begrijpen dat vele Izegemse schoenmakers hun ontslag krijgen. Er zijn te weinig bestellingen, de schoenmakers vinden geen afzetmarkt voor hun schoenen, ze moeten hun productie nog op peil krijgen, de Belgische markt wordt overstelpt door buitenlandse schoenen.
Vanaf 1922 begint de schoennijverheid opnieuw aan te zwengelen. Schoenmakers opteren vaker voor machinale fabricatie en laten handwerk links liggen. Dit betekent dat er sneller en meer schoenen gemaakt kunnen worden en dat tegen een lagere kostprijs. De wet van de 8-uren werkdag en de 48-uren week zorgen ervoor dat men nog meer voor efficiëntie kiest die bij mechanische productie veel hoger ligt.
In 1923 wordt er een nieuw handelsverdrag met Frankrijk afgesloten wat het makkelijker zou moeten maken voor de Belgische schoenmaker om zijn schoenen op de Franse afzetmarkt kwijt te raken. Dit is echter een verdrag in het voordeel van Frankrijk, want zij voeren in 1923 10 keer zo veel uit naar België dan België naar Frankrijk uitvoert.
In 1924 heft de Belgische regering eindelijk ook hogere invoertarieven om de instroom van goederen te beperken en de Belgische nijverheid de kans te geven terug aan te sterken.
De Belgische schoenmaker gaat ook vaker naar Engeland om zijn schoenen aan de markt te brengen. Het zijn felbegeerde artikelen waarvoor de Engelsen graag geld neertellen. Het feit dat de Britse pond sterling zeer gunstig staat voor Belgische uitvoer, zorgt er mede voor dat de Izegemse schoenfabrikant in Engeland een grote afzetmarkt vindt.
De kwaliteit van de Izegemse schoen is ook in deze tijd enorm hoog en is ze superieur aan die van andere schoenen. Dit zorgt ervoor dat veel buitenlandse markten zeer gretig zijn op deze schoenen.
De periode 1922-1929 is een echte bloeitijd voor de Izegemse schoennijverheid. De uitvoer gaat er zeer sterk op vooruit om in 1929 het absolute hoogtepunt te bereiken. Door de hoogconjunctuur kopen Belgen ook vaker en meer schoenen dan vroeger. De import in België wordt geblokkeerd door zelf hoge invoerrechten te heffen. Het gaat in deze jaren dus uitstekend voor de Izegemse schoenmaker.
Vanaf dan begint het jammer genoeg terug bergaf te gaan. We hebben allemaal al van de economische crisis van de jaren 30 gehoord. De Izegemse schoenmaker is daar zeker niet gespaard van gebleven. Tot 1931 blijft het nog goed gaan voor de Izegemse schoennijverheid, maar dan komen er moeilijke tijden aan. Er zijn hoofdzakelijk twee redenen die dit in de hand hebben gewerkt.
De eerste is de onmogelijkheid om nog uit te voeren naar het buitenland. Veel landen voeren een uitermate protectionistisch beleid. Ze trekken de douanetarieven zodanig op dat het praktisch onhaalbaar is om uit te voeren naar deze landen. Wetende dat in 1929 8 op de 10 schoenen uit Izegem uitgevoerd worden naar het buitenland, is het vanzelfsprekend dat de Izegemse schoennijverheid serieuze klappen krijgt. Een bijgaande reden is de devaluatie van de Britse pond. Deze stuikt net niet in elkaar waardoor uitvoeren naar hun grootste afzetmarkt voor de Izegemse schoen onhaalbaar wordt.
Een gevolg van het verlies aan export is dat de Belgische schoenmakers zich enkel op de binnenlandse markt kunnen storten. Hier is het echter ook niet simpel om de schoenen aan de man te brengen. De Izegemse schoenmakers maken voornamelijk luxeschoenen, luxe die vele Belgen zich niet kunnen veroorloven. Daarnaast moeten ze de prijzen nog opdrijven door de devaluatie van de Belgische frank als ze nog uit de kosten willen geraken. Velen opteren om de productie om te schakelen naar veel goedkopere (machinaal gefabriceerde) schoenen die er daarnaast aantrekkelijk uitzien. De meeste schoenmakers storten zich op deze markt.
Een ander zeer belangrijke en aansluitende oorzaak, is het feit dat de Belgische markt overspoeld wordt door spotgoedkope schoenen uit het buitenland, met Tsjechoslowakije op kop. Vooral voor de Izegemse schoennijverheid betekent dit een zware slag. Zij produceren voornamelijk nog steeds luxeschoenen. Tsjechoslowakije overstelpt niet enkel de Belgische markt, ze doet dit over de gehele wereld. Een gevolg hiervan is dat vele landen hun grenzen sluiten voor de invoer van schoenen of nog hogere tol gaan heffen. De Izegemse schoennijverheid ziet hiermee nog meer afzetmarkten verdwijnen. Ze moeten zich dus halsoverkop een nieuwe productie aanmeten, die van de goedkopere, minderwaardige schoen en trachten deze op de binnenlandse markt kwijt te raken.
De ineenstorting van de schoennijverheid brengt natuurlijk zware gevolgen met zich mee. Er zijn alsmaar meer werklozen door de jaren, met het dieptepunt in 1937. In dit jaar is 80% van de schoenmakers, aangesloten bij de christelijke vakbond, werkloos. Met andere woorden, het wordt een heus bloedbad voor de Belgische, en zeker de Izegemse schoenmakers. Velen gaan failliet in een zeer korte tijd, zo waren er aan het begin van de crisis in 1931 nog meer dan 400 schoenfabrieken. 7 jaar later zijn dit er nog slechts een 150-tal.
De Izegemse schoenmakers richten zich bijgevolg op het maken van goedkopere schoenen. Dit om enerzijds om te kunnen concurreren met de goedkope schoenen uit het buitenland en anderzijds omdat ze door de hoge toltarieven hun schoenen niet meer kunnen uitvoeren en zo gedwongen worden om hun producten op de binnenlandse markt af te zetten. De binnenlandse markt waar de verarmde bevolking zich geen dure luxeschoenen kunnen veroorloven. Omdat de meerderheid zich richt op dit goedkoper schoeisel, verliezen ze hun superieure positie op de markt van luxeschoenen. Dit gat wordt opgevuld door andere producenten die kwalitatieve luxeschoenen op de markt brengen die technisch ook goed afgewerkt zijn. Ook voor de paar schoenmakers die wel nog luxeschoenen produceren blijft het moeilijk. Door de enorm hoge douanerechten blijven deze fabrikanten weg van hun gewoonlijke buitenlandse markten. Hierdoor wordt er een enorme technische achterstand opgelopen. Om te concurreren met de buitenlandse producenten, moeten ze namelijk steeds op de hoogte zijn van veranderende modellen en dit is hier het geval niet meer.

### 1940-2016
Over de schoennijverheid in Izegem tijdens de Tweede Wereldoorlog valt er niet veel te zeggen. Er zijn weinig tot geen geschriften bewaard gebleven. Wat er echter wel gezegd kan worden is dat er in tegenstelling tot de Eerste Wereldoorlog, wel gewerkt werd. Het leer was weliswaar schaars (leer kwam voornamelijk via zeeroutes binnen in Izegem en deze waren afgesloten wegens de oorlog), maar er was nog steeds productie. De schoenmakers waren dus afhankelijk van de Duitsers om hun leer te verkrijgen. De schoenen die dan met dat leer gemaakt werden, waren dan ook voor de bezetters en niet voor de eigen verkoop. De overschotjes van het goede leer, minderwaardig leer of zogenaamde "erzats" (vervangstoffen) dienden om schoenen voor de bevolking te maken. Bovendelen werden veelal gemaakt van een samenraapsel van weefsels of gevlochten raffia. Uiteraard waren er een aantal fabrieken die nog steeds mooie schoenen voor de bevolking bleven maken (al dan niet deeltijds) of die niet gewerkt hebben voor de bezetters.
Meteen na de oorlog was er nog steeds een tekort aan grondstoffen en schoenen. Door de vele tekorten werd alles gerantsoeneerd. Daarnaast was er een expansie van het aantal patroons, door de lagere kwaliteitseisen begonnen vele schoenmakers op zelfstandige basis in de hoop zo meer te verdienen. Lang bleef dit echter niet duren, tot de grootste naoorlogse vraag was ingevuld. In de jaren na de oorlog dachten vele schoenmakers dat ze terug in de positie van 1929 zaten, de piek van de schoennijverheid in Izegem. Er werd goed verdiend, er werd hard gewerkt, maar tegelijkertijd verloren vele schoenmakers de draad van de evolutie. Zij bleven voornamelijk handwerk produceren terwijl overal elders in de wereld men voornamelijk was overgegaan op machinewerk.
Het aantal arbeiders stijgt sterk en het aandeel van vrouwen in het arbeidersbestand wordt steeds groter. Vanaf 1957 werkten er zelfs meer vrouwen dan mannen in de Izegemse schoennijverheid. Het totale aantal arbeiders piekte in 1950, toen waren er 5100 mensen tewerkgesteld in de Izegemse schoenfabrieken. Dit was toen 59% van het totale bevolkingsaantal van Izegem.
In de jaren 60 is het mooie liedje gedaan en begint de Izegemse schoennijverheid in elkaar te zakken. Het ene faillissement volgt het andere op, hierdoor verloor 60% van het totale aantal arbeiders hun job. Uiteindelijk zou deze nijverheid bijna volledig verdwijnen. Op de dag van vandaag is er nog 1 schoenfabriek over: Mareno. Hier werken er een 20-tal mensen. Ze produceren 2 type schoenen die voornamelijk in de VS verkocht worden.
De vrije val van de Izegemse schoennijverheid werd veroorzaakt door voornamelijk 4 hoofdoorzaken: concurrentie, patroons, vakbonden, overheid:
- Concurrentie

Ondanks de mechanisatie van de fabrieken, blijft het schoenmaken nog steeds arbeidsintensief, er zijn 45 minuten nodig om een paar schoenen te fabriceren. Omdat de kost van grondstoffen voor iedereen veelal gelijk ligt, wordt het onderscheid tussen de verschillende fabrieken gemaakt op basis van de loonkost. Hoge lonen (zoals in Izegem) zorgen voor een hoge productiekost, lage lonen zorgen voor een lage productiekost. Hierdoor is er een veel kleinere winstmarge per schoen in Izegem met als gevolg minder kapitaal om te investeren in nieuwere machines of om de nieuwe trends te volgen. In de jaren 60 kwam de concurrentie voornamelijk vanuit Italië, want net zoals in Izegem worden er voornamelijk luweschoenen gemaakt. Italië heeft echter grote voordelen. Zo liggen de lonen er tussen de 25% en 60% lager (geen tot zeer weinig sociale zekerheid), zijn er veel kleine (familie)bedrijfjes die zich allemaal specialiseren in 1 aspect van het schoenmaken (bijvoorbeeld: overtrekken van de hakken, naaien van de stukken leer, maken van zeer specifieke leesten, het assembleren van 1 type schoen). De kwaliteitseisen zijn werkelijk enorm hoog. Maar zeker belangrijk is dat Italië meer en meer bepalend wordt voor trends en modes. Ze hebben een zeer goede smaak, wat zich niet enkel uitdrukt in de schoennijverheid. De gevolgen voor de Izegemse schoennijverheid zijn navenant. Om te beginnen meten vele Izegemse schoenmakers zich een Italiaanse naam aan om te proberen mee te plukken van het Italiaanse succes. Daarnaast komt er een bijna volledige ommezwaai naar mechanische fabricatie van goedkopere schoenen. Er blijven 2 fabrieken luxehandwerk produceren (Eperon d'Or is er een van). De fabrieken besparen overal waar mogelijk: lonen, basismaterialen om schoenen te maken, grondstoffen. Hierdoor wordt de kwaliteit lager. Daarnaast werd de prijs niet meer bepaald door de eigen productiekosten, maar werd de prijs afgekeken van de buitenlandse concurrentie en ging men er een stuk onder om toch maar de verkoop te behouden. De gevolgen van deze manier van werken zijn nefast. De grote fabrieken, die genoeg productie kunnen draaien, versloegen de binnenlandse concurrentie, maar draaien zelf veelal met verlies. En ondanks hun lage verkoopprijzen, geraken ze nog steeds niet aan de uiterst lage prijs van de lageloonlanden van die tijd (landen in Oost-Europa en Zuidoost-Azië) waar ze niet mee kunnen concurreren. Door te verkopen tegen die lage prijzen, hebben ze zichzelf weggeconcurreerd.
- Te weinig visie schoenmakerspatroons

De Izegemse schoenfabrieken en -ateliers waren tot laat in de 20e eeuw bijna allemaal familiebedrijven. Op zich is dat geen probleem, maar voor de Izegemse schoennijverheid is het een van de oorzaken van het verval. Deze familiebedrijfjes hadden veel te weinig kapitaal om te kunnen blijven concurreren met de steeds sneller veranderende modetrends. Daarnaast werden de schoenen vaak gefabriceerd in lokalen die daar eigenlijk niet geschikt voor waren. Ze waren bijvoorbeeld te klein, slecht verlucht, te weinig plaats voor mechanisatie. Daarnaast ontbrak het de aangestelden aan kennis en inzicht om te kunnen omgaan met alle aspecten samen. Ze waren niet veelzijdig genoeg om zowel de productie, het personeel, de promotie, de verkoop als de financiën te regelen. Deze aangestelden waren vaak familieleden die goedkoper waren. Ze namen zelden academici aan wegens te duur. Een typische spreuk van die tijd is: "Om rap failliet te gaan zijn er 3 manieren: Naar de vrouwen gaan, op de paarden wedden of universitairen aanwerven". Een andere reden is dat de broers en zussen die tewerkgesteld waren in de fabriek elkaar wel aanvulden, maar dat niet iedereen aan hetzelfde zeil trok. Vele van deze aangestelde familieleden, alsook andere beschermelingen, hadden geen tot zeer weinig productiviteit. Er was geen samenwerking tussen de patroons onderling. Ze beconcurreerden elkaar met veel te uitgebreide, identieke collecties in plaats van zich elk te specialiseren op een specifiek segment of type schoen. Ze weigerden om samen te werken, ook al had dit veel beterschap voor de nijverheid kunnen betekenen. Zo konden ze bijvoorbeeld groepsaankopen doen van hun grondstoffen, een gezamenlijke winkel uitbaten waar elke schoenmaker zijn eigen collecties kon verkopen, er kon een gezamenlijke vertegenwoordiger aangesteld worden om het belang van iedere schoenmaker als een geheel te verdedigen. Er was zo goed als geen kennis van de moderne verkooptechnieken en ze hadden een veel te weinig uitgebouwde commerciële dienst. Na verloop van tijd werd enkel gefocust op de prijs, productie en de verkoop. Hierdoor werd er meer en meer bespaard op alle mogelijke vlakken, bijvoorbeeld de kwaliteit van de grondstoffen; zelf de hun leesten aanpassen naar de nieuwe mode (die op zijn beurt dan slecht passende schoenen opleverde); wanneer er export mogelijk was, werden de binnenlandse klanten verwaarloosd omdat de export meer opbracht. Na verloop van tijd was het gevolg hiervan dat er steeds minder winstmarge was, door de steeds hogere loonkost. De kostprijs liep op, terwijl de verkoopprijs almaar daalde waardoor er na een tijd met verlies verkocht werd. De Izegemse patroons waren ook te laks op gebied van innovatie. Terwijl ze vroeger zelf de mode maakten, volgden ze nu de trends die werden gezet in Italië en Frankrijk.
- Strijdlustige vakbonden

De eerste vakbond binnen de schoennijverheid werd al in 1906 opgericht. Toen al stond ze gekend als veeleisend, strijdzaam en onbuigzaam. Er was een zeer hoge graad van syndicatie onder de arbeiders in de schoennijverheid. Voor de werknemers was dit uiteraard positief: ze kregen het hoogste loon van België in deze industrie, kregen extra hoge werkloosheidspremies en bij ontslag kregen ze een extra toelage betaald door de ex-werkgever. Er werd geen enkel cao afgesloten zonder dat er een staking aan voorafgegaan is. Deze stakingen kwamen vaak voor, bij de kleinste opportuniteit werd er gestaakt. Daartegenover stond een werkgever die veelal geen idee had hoe hij moest onderhandelen. Er werden geen speciale gestes gedaan om de loyaliteit van zijn arbeiders te verkrijgen en daarnaast was de werkgever zelden inschikkelijk. Een ander aan te halen punt is dat de kleine patroons vele manieren zochten om te ontsnappen aan de wettelijke regels en plichten.
- Afzijdige overheid

Tijdens de moeilijke jaren werd er ook vaak gewezen naar de overheid als schuldhebber bij het teloorgaan van de schoennijverheid in Izegem, maar ook in België. Terwijl er hier een veel te vrije import kon gebeuren, moesten de Belgische bedrijven hoge douanerechten betalen om hun schoenen in het buitenland te kunnen verkopen. De toenmalige overheid had andere prioriteiten gesteld (kool- en staalnijverheid) waardoor er zo goed als geen hulp geboden werd voor de schoenmakers. Daarnaast gingen de binnenlandse aanbestedingen ook vaak naar buitenlandse schoenfabrieken in plaats van de eigen industrie te bevorderen.
Doorheen de jaren 60 zijn er een aantal pogingen ondernomen om de Izegemse schoennijverheid weer in beeld te brengen. Zo zijn er gedurende een tiental jaar, jaarlijkse schoententoonstellingen en schoenexpo's geweest in Izegem. Uit deze expo's is het Schoeiselmuseum in 1968 ontstaan. Ondanks deze pogingen, bleef het slecht gaan met de Izegemse schoennijverheid. Na het verval van de jaren 60 is de industrie er nooit meer bovenop gekomen zodat een van de schoonste Belgische nijverheden teloor is gegaan. Er is nog wel het Belgische schoenenmuseum in Izegem, gevestigd in de gebouwen van Eperon d'Or.

## Belangrijke personen voor de Izegemse schoennijverheid
- Eduard Dierick

*Emiel Dierick (1856-1930): De zoon van Eduard Dierick treedt in de voetsporen van zijn vader en neemt het atelier over. Het haalt echter nooit dezelfde allure als die van zijn vader. Emiel is echter wel zeer belangrijk voor de Izegemse schoennijverheid. Hij helpt met het oprichten van de Sint-Crispijnsgilde en is er ook deken. Daarnaast fungeert hij ook als lesgever in de maandelijkse vergaderingen binnen deze gilde. Op basis van informatie en vakkennis die zijn vader heeft neergepend doorheen zijn leven, richt Emiel Dierick een “leergang in onderwerk” in, een 15 lessen omvattende opleiding. In 1906 wordt dit uitgebreid tot de “beroepsleergangen in de schoenmakerij” en daaruit groeit dan uiteindelijk de Vrije Vakschool van Schoenmakers (deze evolueert dan later naar het Vrij Technisch Instituut van Izegem). Deze lessen worden ook gebundeld in een handboek dat in 1910 verschijnt. Net zoals zijn vader, is Emiel ook zeer actief in het socio-culturele leven van Izegem.
* Familie Vandommele: Emiel Vandommele was een van de zeer getalenteerde leerlingen van Eduard Dierick. Vanaf 1870 kent zijn schoenfabriek een hoge vlucht. Hij werkt met een zeer groot aantal knechten voor die tijd (80 mannen) en hij verkoopt zijn schoenen vooral in Frankrijk.
Vier van zijn zonen stappen mee in de schoenfabriek, elk met hun eigen taak. In 1910 richten ze samen Eperon d'Or op. Onder andere door deze stijlvolle Franse naam oogsten ze zeer veel succes op de Franse markt. Er worden ook veel modehuizen aangedaan, waar hun schoenen uitermate succesvol zijn. Door het succes krijgen ze almaar meer bestellingen binnen uit tal van Europese hoofdsteden. Hierdoor moeten ze vaak verhuizen van locatie wegens een te kleine fabriek. Uiteindelijk komen ze in 1910 terecht op de huidige locatie, waar de gebouwen van Eperon d’Or nog steeds staan.
Het bedrijf neemt deel aan zeer veel internationale exposities en kaapt er vele prijzen en eervolle onderscheidingen weg. Uiteindelijk komt het net als vele andere schoenfabrieken tijdens de jaren 60 in slechte papieren en moet het de deuren sluiten.
* Polydor Decoene: Polydor Decoene is de erste Izegemse schoenmaker die een poging ondernam om zijn fabriek te mechaniseren eb zo de wereldwijde trend te volgen. Zijn eerste poging in 1887 mislukt. Het gaat er zelfs zo erg aan toe dat zijn mechanische fabriek een grote staking van Izegemse schoenmakers uitlokt. Na een korte tijd wordt deze fabriek gesloten en trekt Polydor naar Antwerpen om daar schoenen te maken. 3 jaar later keert hij al terug en richt zich terug op luxeschoenen, waarvoor hij vaak in de prijzen valt. In 1909 doet hij een nieuwe poging zijn fabriek te mechaniseren. Deze keer slaagt hij er wel in en is hij de eerste Izegemse schoenmaker die een volledig gemechaniseerde schoenfabriek heeft.
* Alfons De Jan: Alfons de Jan was een oud-leerling van Emiel Dierick en groot bewonderaar van diens vader Eduard. Hij was een groot vertegenwoordigen van Izegemse schoennijverheid in België, verzamelde alles wat met het ontstaan en de ontwikkeling van de schoennijverheid te maken had. Hij heeft vele van deze documenten samengebracht en verzameld waardoor we tot op vandaag zo veel over de Izegemse schoennijverheid weten.
*Charles Gillès de Pelichy: Charles Gillès de Pelichy heeft veel bijgedragen in de vorm van geschriften, onderzoeken, steun, en andere voor de Izegemse schoennijverheid.